# حاج ميرزا آقاسي
الحَاجُّ مِيرزَا عَبَّاس بَيَات الإِيرَوَانِيّ (بالفارسية: حاجی میرزا عباس بیات ایروانی) (ق. 1197هـ - 1265هـ المُوافق فيه ق. 1783م - 1849م) المعروف أيضًا بِـ«الحاج ميرزا آقاسي»، هو رئيس وزراء الدولة القاجاريَّة لما يُقارب عقدًا ونصفًا من الزمن في عهد مُحمَّد شاه قاجار وقد كان الحاج آقاسي مُحببًا إليه ومن أكثر القادة ثقة عند الذات الشاهانيَّة.